# Aspre
L'Aspre est une rivière française du Massif central, affluent de la Maronne et sous-affluent de la Dordogne.

## Géographie

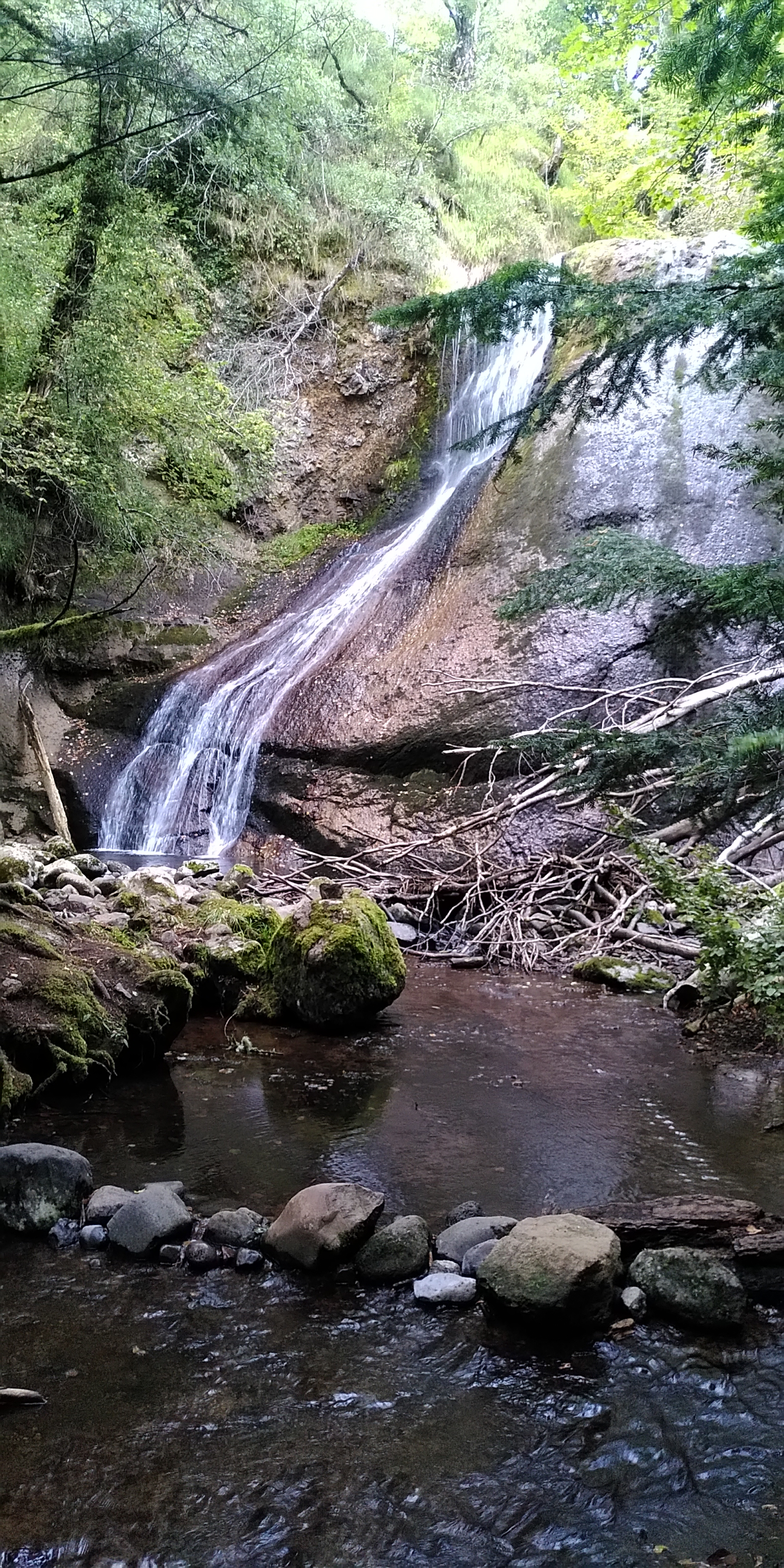
La cascade de la Pissa del Coin, située sur la commune du Fau, en Août.

Elle prend sa source vers 1 400 mètres d’altitude sur les pentes ouest du roc d'Auzières dans les monts du Cantal (Massif central), sur la commune du Fau en Auvergne-Rhône-Alpes.
Après une partie amont jalonnée de cascades, elle traverse Fontanges et se jette dans la Maronne en rive droite, un kilomètre au nord-ouest du bourg.

## À voir
À Fontanges :
- l'église Saint-Vincent
- le château de Lamargé